# Sezonul 2017 al NFL
Sezonul 2017 al NFL a fost cel de-al 98-lea din istoria National Football League.
Sezonul a debutat joi, 7 septembrie 2017, cu meciul numit Kickoff Game de pe Sports Authority Field at Mile High unde a jucat echipa campioană din sezonul precedent, New England Patriots, împotriva celor de la Kansas City Chiefs, echipa din urmă învingând cu 42-27.
Sezonul s-a încheiat pe 4 februarie 2018 cu meciul Super Bowl LII care s-a jucat pe stadionul U.S. Bank Stadium din Minneapolis, Minnesota. Philadelphia Eagles a învins cu 41-33 pe New England Patriots.
Pentru al doilea an consecutiv, o franciză s-a mutat în regiunea Los Angeles după ce echipa San Diego Chargers și-a anunțat, în ianuarie 2017, intenția de a se muta. Astfel ca noul nume este Los Angeles Chargers.

## Pre-sezon
Antrenamentele sezonului 2017 au debutat la finalul lunii iulie și au durat până în august. Echipele nu puteau sa inițieze aceste antrenamente decât cu maximum 15 zile înainte de primul meci din presezon.
Fiecare echipa a jucat cel putin 4 meciuri în pre-sezon care a debutat pe 10 august 2017.
Primul meci a fost tradiționalul Pro Football Hall of Fame Game care s-a jucat joi 3 august. Meciul s-a jucat intre Arizona Cardinals și Dallas Cowboys, meci încheiat cu victoria celor din Dallas cu 20-8 .
Data de 31 august a fost fixată pentru ultimele meciuri din pre-sezon.

## Sezonul regulat
Sezonul regulat include 256 de meciuri. Fiecare echipă joacă 16 meciuri repartizate pe parcursul a 17 săptămâni consecutive. Ele vor avea la dispoziție o săptămână de repaus numită bye week. Din cauza numărului mic de meciuri nici o echipă nu va juca împotriva tuturor celorlalte echipe. Pentru fiecare echipă, meciurile se vor juca astfel:
- 6 meciuri împotriva celorlalte echipe din aceeași divizie (meciuri tur-retur)
- 4 meciuri împotriva unor echipe dintr-o altă divizie din aceeași conferință (diviziile care se vor întâlni se schimba în fiecare an după o rotație prestabilită)
- 4 meciuri împotriva unor echipe dintr-o altă divizie din cealaltă conferință (diviziile care se vor întâlni se schimbă în fiecare an după o rotație prestabilita)
- 2 meciuri împotriva echipelor din aceeași conferință care au terminat pe același loc în sezonul precedent (locul 1 contra locul 1, locul 2 contra locul 2, etc.)

Sezonul regulat 2017 a început pe 7 septembrie și se va încheia pe 31 decembrie 2017.
Notă:
- Meciul din prima etapă din sezonul regulat dintre Miami Dolphins și Tampa Bay Buccaneers a fost amânat din cauza uraganului Irma care a lovit Florida pe 9, 10 și 11 septembrie.[4]

### Meciuri intra-conferințe
- AFC East - AFC West
- AFC North- AFC South
- NFC East- NFC West
- NFC North- NFC South

### Meciuri inter-conferințe
- AFC East - NFC South
- AFC North - NFC North
- AFC South - NFC West
- AFC West - NFC East

### Meciuri internaționale
Patru dintre meciuri au fost stabilite să se joace în afara Statelor Unite, în cadrul NFL International Series:
- Londra, Anglia (Stadionul Wembley): Jacksonville Jaguars – Baltimore Ravens,  24 septembrie (etapa a 3-a);
- Londra, Anglia (Stadionul Wembley): Miami Dolphins – New Orleans Saints, 1 octombrie (etapa a 4-a);
- Londra, Anglia (Stadionul Twickenham): Los Angeles Rams – Arizona Cardinals, 22 octombrie (etapa a 7-a);
- Londra, Anglia (Stadionul Twickenham): Cleveland Browns – Minnesota Vikings, 29 octombrie (etapa a 8-a);

La 1 februarie 2017, NFL a anunțat că un meci se va desfășura în Mexic:
- Mexico City, Mexic (Stadionul Azteca): Oakland Raiders – New England Patriots, 19 noiembrie (etapa a 11-a);

## Evenimente importante

### Protestele imnului
În timpul unui discurs ținut la 22 septembrie 2017, președintele Statelor Unite, Donald Trump a făcut observații controversate criticând practica de a îngenunchea în timp ce se cântă imnul național - o practică popularizată de Colin Kaepernick în 2016 ca parte a unui efort de a protesta față de inegalitatea rasială și de brutalitatea poliției. Trump a sugerat că cei care participă la acest obicei sunt lipsiți de respect față de moștenirea țării și a întrebat publicul: "Nu v-ar plăcea să vedeți unul dintre acești proprietari ai NFL, atunci când cineva nu ne respectă drapelul, să spună: Scoateți-l pe nenorocitul ăla din teren acum. Afară! E concediat! E concediat!" În timpul săptămânilor următoare, peste 200 de jucători au protestat față de această remarcă, fie prin îngenunchere, fie prin încrucișarea brațelor. Pittsburgh Steelers, Tennessee Titans și Seattle Seahawks au ales să nu iasă pe teren în timpul intonării imnului.

### Vânzarea echipei Carolina Panthers
La 17 decembrie 2017, Jerry Richardson, proprietarul Carolina Panthers, a anunțat că decis să vândă echipa. Richardson a anunțase anterior că echipa va fi pusă în vânzare după moartea sa (din moment ce singurul său fiu în viață a părăsit echipa în 2009), dar un articol din Sports Illustrated l-a acuzat pe Richardson că a plătit bani pentru a ascunde un comportament discutabil, incluzând insulte rasiale și cereri sexuale sugestive ale angajaților, grăbind astfel decizia lui Richardson . Închirierea stadionului Bank of America către Panthers expiră după sezonul 2018, ceea ce ar permite oricărui proprietar care ar cumpăra echipa să o mute din Carolina pe o altă piață aleasă de el fără penalități.

## Clasamente sezonul regulat
| AFC East                            | AFC East | AFC East | AFC East | AFC East | AFC East | AFC East | AFC East | AFC East | AFC East |
| vizualizare • discuție • modificare | V        | Î        | E        | PCT      | DIV      | CONF     | PM       | PP       | CON      |
| ----------------------------------- | -------- | -------- | -------- | -------- | -------- | -------- | -------- | -------- | -------- |
| (1) New England Patriots            | 13       | 3        | 0        | 81,3%    | 5–1      | 10–2     | 458      | 296      | V3       |
| (6)Buffalo Bills                    | 9        | 7        | 0        | 56,3%    | 3–3      | 7–5      | 302      | 359      | V1       |
| Miami Dolphins                      | 6        | 10       | 0        | 37,5%    | 2–4      | 5–7      | 281      | 393      | Î3       |
| New York Jets                       | 5        | 11       | 0        | 31,3%    | 2–4      | 5–7      | 298      | 382      | Î4       |

| AFC North                           | AFC North | AFC North | AFC North | AFC North | AFC North | AFC North | AFC North | AFC North | AFC North |
| vizualizare • discuție • modificare | V         | Î         | E         | PCT       | DIV       | CONF      | PM        | PP        | CON       |
| ----------------------------------- | --------- | --------- | --------- | --------- | --------- | --------- | --------- | --------- | --------- |
| (2) Pittsburgh Steelers             | 13        | 3         | 0         | 81,3%     | 6–0       | 10–2      | 406       | 308       | V2        |
| Baltimore Ravens                    | 9         | 7         | 0         | 56,3%     | 3–3       | 7–5       | 395       | 303       | Î1        |
| Cincinnati Bengals                  | 7         | 9         | 0         | 43,8%     | 3–3       | 6–6       | 290       | 349       | V2        |
| Cleveland Browns                    | 0         | 16        | 0         | 0%        | 0–6       | 0–12      | 234       | 410       | Î16       |

| AFC South                           | AFC South | AFC South | AFC South | AFC South | AFC South | AFC South | AFC South | AFC South | AFC South |
| vizualizare • discuție • modificare | V         | Î         | E         | PCT       | DIV       | CONF      | PM        | PP        | CON       |
| ----------------------------------- | --------- | --------- | --------- | --------- | --------- | --------- | --------- | --------- | --------- |
| (3)Jacksonville Jaguars             | 10        | 6         | 0         | 62,5%     | 4–2       | 9–3       | 417       | 268       | Î2        |
| (5)Tennessee Titans                 | 9         | 7         | 0         | 56,3%     | 5–1       | 8–4       | 334       | 356       | V1        |
| Indianapolis Colts                  | 4         | 12        | 0         | 25,0%     | 2–4       | 3–9       | 263       | 404       | V1        |
| Houston Texans                      | 4         | 12        | 0         | 25,0%     | 1–5       | 3–9       | 338       | 436       | Î6        |

| AFC West                            | AFC West | AFC West | AFC West | AFC West | AFC West | AFC West | AFC West | AFC West | AFC West |
| vizualizare • discuție • modificare | V        | Î        | E        | PCT      | DIV      | CONF     | PM       | PP       | CON      |
| ----------------------------------- | -------- | -------- | -------- | -------- | -------- | -------- | -------- | -------- | -------- |
| (4)Kansas City Chiefs               | 10       | 6        | 0        | 62,5%    | 5–1      | 8–4      | 415      | 339      | V4       |
| Los Angeles Chargers                | 9        | 7        | 0        | 56,3%    | 3–3      | 6–6      | 355      | 272      | V2       |
| Oakland Raiders                     | 6        | 10       | 0        | 37,5%    | 2–4      | 5–7      | 301      | 373      | Î4       |
| Denver Broncos                      | 5        | 11       | 0        | 31,3%    | 2–4      | 4–8      | 289      | 382      | Î2       |

| NFC East                            | NFC East | NFC East | NFC East | NFC East | NFC East | NFC East | NFC East | NFC East | NFC East |
| vizualizare • discuție • modificare | V        | Î        | E        | PCT      | DIV      | CONF     | PM       | PP       | CON      |
| ----------------------------------- | -------- | -------- | -------- | -------- | -------- | -------- | -------- | -------- | -------- |
| (1) Philadelphia Eagles             | 13       | 3        | 0        | 81,3%    | 5–1      | 10–2     | 457      | 295      | Î1       |
| Dallas Cowboys                      | 9        | 7        | 0        | 56,3%    | 5–1      | 7–5      | 354      | 332      | V1       |
| Washington Redskins                 | 7        | 9        | 0        | 43,8%    | 1–5      | 5–7      | 342      | 388      | Î1       |
| New York Giants                     | 3        | 13       | 0        | 18,8%    | 1–5      | 1–11     | 246      | 388      | V1       |

| NFC North                           | NFC North | NFC North | NFC North | NFC North | NFC North | NFC North | NFC North | NFC North | NFC North |
| vizualizare • discuție • modificare | V         | Î         | E         | PCT       | DIV       | CONF      | PM        | PP        | CON       |
| ----------------------------------- | --------- | --------- | --------- | --------- | --------- | --------- | --------- | --------- | --------- |
| (2) Minnesota Vikings               | 13        | 3         | 0         | 81,3%     | 5–1       | 10–2      | 382       | 252       | V3        |
| Detroit Lions                       | 9         | 7         | 0         | 53,3%     | 5–1       | 8–4       | 410       | 376       | V1        |
| Green Bay Packers                   | 7         | 9         | 0         | 43,8%     | 2–4       | 5–7       | 320       | 384       | Î3        |
| Chicago Bears                       | 5         | 11        | 0         | 31,3%     | 0–6       | 1–11      | 264       | 320       | Î1        |

| NFC South                           | NFC South | NFC South | NFC South | NFC South | NFC South | NFC South | NFC South | NFC South | NFC South |
| vizualizare • discuție • modificare | V         | Î         | E         | PCT       | DIV       | CONF      | PM        | PP        | CON       |
| ----------------------------------- | --------- | --------- | --------- | --------- | --------- | --------- | --------- | --------- | --------- |
| (4)New Orleans Saints               | 11        | 5         | 0         | 68,8%     | 4–2       | 8–4       | 448       | 326       | Î1        |
| (5)Carolina Panthers                | 11        | 5         | 0         | 68,8%     | 3–3       | 7–5       | 363       | 327       | Î1        |
| (6)Atlanta Falcons                  | 10        | 6         | 0         | 62,5%     | 4–2       | 9–3       | 353       | 315       | V1        |
| Tampa Bay Buccaneers                | 5         | 11        | 0         | 31,3%     | 1–5       | 3–9       | 335       | 382       | V1        |

| NFC West                            | NFC West | NFC West | NFC West | NFC West | NFC West | NFC West | NFC West | NFC West | NFC West |
| vizualizare • discuție • modificare | V        | Î        | E        | PCT      | DIV      | CONF     | PM       | PP       | CON      |
| ----------------------------------- | -------- | -------- | -------- | -------- | -------- | -------- | -------- | -------- | -------- |
| (3)Los Angeles Rams                 | 11       | 5        | 0        | 68,8%    | 4–2      | 7–5      | 478      | 329      | Î1       |
| Seattle Seahawks                    | 9        | 7        | 0        | 56,3%    | 4–2      | 7–5      | 366      | 332      | Î1       |
| Arizona Cardinals                   | 8        | 8        | 0        | 50,0%    | 3–3      | 5–7      | 295      | 361      | V2       |
| San Francisco 49ers                 | 6        | 10       | 0        | 37,5%    | 1–5      | 3–9      | 331      | 383      | V5       |

| Clasament AFC 2017                | Clasament AFC 2017   | Clasament AFC 2017 | Clasament AFC 2017 | Clasament AFC 2017 | Clasament AFC 2017 | Clasament AFC 2017 | Clasament AFC 2017 | Clasament AFC 2017 | Clasament AFC 2017 | Clasament AFC 2017 | Clasament AFC 2017 |
| #                                 | Echipa               | Divizia            | V                  | Î                  | E                  | PCT                | DIV                | CONF               | SOS                | SOV                | CON                |
| --------------------------------- | -------------------- | ------------------ | ------------------ | ------------------ | ------------------ | ------------------ | ------------------ | ------------------ | ------------------ | ------------------ | ------------------ |
| Câștigătoarele de divizii         |                      |                    |                    |                    |                    |                    |                    |                    |                    |                    |                    |
| 1                                 | New England Patriots | Est                | 13                 | 3                  | 0                  | 81,3%              | 5–1                | 10–2               | .484               | .466               | V3                 |
| 2                                 | Pittsburgh Steelers  | Nord               | 13                 | 3                  | 0                  | 81,3%              | 6–0                | 10–2               | .453               | .423               | V2                 |
| 3                                 | Jacksonville Jaguars | Sud                | 10                 | 6                  | 0                  | 62,5               | 4–2                | 9–3                | .434               | .394               | Î2                 |
| 4                                 | Kansas City Chiefs   | Vest               | 10                 | 6                  | 0                  | 62,5%              | 5–1                | 8–4                | .477               | .481               | V4                 |
| Wild Card                         |                      |                    |                    |                    |                    |                    |                    |                    |                    |                    |                    |
| 5                                 | Tennessee Titans     | Sud                | 9                  | 7                  | 0                  | 56,3%              | 5–1                | 8–4                | .434               | .396               | V1                 |
| 6                                 | Buffalo Bills        | Est                | 9                  | 7                  | 0                  | 56,3%              | 3–3                | 7–5                | .492               | .396               | V1                 |
| Nu s-au calificat în playoff      |                      |                    |                    |                    |                    |                    |                    |                    |                    |                    |                    |
| 7                                 | Baltimore Ravens     | Nord               | 9                  | 7                  | 0                  | 56,3%              | 3–3                | 7–5                | .441               | .299               | Î1                 |
| 8                                 | Los Angeles Chargers | Vest               | 9                  | 7                  | 0                  | 56,3%              | 3–3                | 6–6                | .457               | .347               | V2                 |
| 9                                 | Cincinnati Bengals   | Nord               | 7                  | 9                  | 0                  | 43,8%              | 3–3                | 6–6                | .465               | .321               | V2                 |
| 10                                | Oakland Raiders      | Vest               | 6                  | 10                 | 0                  | 37,5%              | 2–4                | 5–7                | .512               | .396               | Î4                 |
| 11                                | Miami Dolphins       | Est                | 6                  | 10                 | 0                  | 37,5%              | 2–4                | 5–7                | .543               | .531               | Î3                 |
| 12                                | Denver Broncos       | Vest               | 5                  | 11                 | 0                  | 31,3%              | 2–4                | 4–8                | .492               | .413               | Î2                 |
| 13                                | New York Jets        | Est                | 5                  | 11                 | 0                  | 31,3%              | 2–4                | 5–7                | .520               | .438               | Î4                 |
| 14                                | Indianapolis Colts   | Sud                | 4                  | 12                 | 0                  | 25,0%              | 2–4                | 3–9                | .480               | .219               | V1                 |
| 15                                | Houston Texans       | Sud                | 4                  | 12                 | 0                  | 25,0%              | 1–5                | 3–9                | .516               | .375               | Î6                 |
| 16                                | Cleveland Browns     | Nord               | 0                  | 16                 | 0                  | 0,0%               | 0–6                | 0–12               | .520               | .000               | Î16                |
| Tiebreakers                       |                      |                    |                    |                    |                    |                    |                    |                    |                    |                    |                    |
| 1. 2. 3. 4. 5. 6. 7.              |                      |                    |                    |                    |                    |                    |                    |                    |                    |                    |                    |
| Legendă                           |                      |                    |                    |                    |                    |                    |                    |                    |                    |                    |                    |
| w — a obținut un wild card        |                      |                    |                    |                    |                    |                    |                    |                    |                    |                    |                    |
| x — Clinched playoff berth        |                      |                    |                    |                    |                    |                    |                    |                    |                    |                    |                    |
| y — Clinched division             |                      |                    |                    |                    |                    |                    |                    |                    |                    |                    |                    |
| z — Clinched first-round bye      |                      |                    |                    |                    |                    |                    |                    |                    |                    |                    |                    |
| * — Clinched home-field advantage |                      |                    |                    |                    |                    |                    |                    |                    |                    |                    |                    |

| Clasament NFC 2017                                      | Clasament NFC 2017   | Clasament NFC 2017 | Clasament NFC 2017 | Clasament NFC 2017 | Clasament NFC 2017 | Clasament NFC 2017 | Clasament NFC 2017 | Clasament NFC 2017 | Clasament NFC 2017 | Clasament NFC 2017 | Clasament NFC 2017 |
| #                                                       | Echipa               | Divizia            | V                  | Î                  | E                  | PCT                | DIV                | CONF               | SOS                | SOV                | CON                |
| ------------------------------------------------------- | -------------------- | ------------------ | ------------------ | ------------------ | ------------------ | ------------------ | ------------------ | ------------------ | ------------------ | ------------------ | ------------------ |
| Division leaders                                        |                      |                    |                    |                    |                    |                    |                    |                    |                    |                    |                    |
| 1                                                       | Philadelphia Eagles  | Est                | 13                 | 3                  | 0                  | 81,3%              | 5–1                | 10–2               | .461               | .433               | Î1                 |
| 2                                                       | Minnesota Vikings    | Nord               | 13                 | 3                  | 0                  | 81,3%              | 5–1                | 10–2               | .492               | .447               | V3                 |
| 3                                                       | Los Angeles Rams     | Vest               | 11                 | 5                  | 0                  | 68,8%              | 4–2                | 7–5                | .504               | .460               | Î1                 |
| 4                                                       | New Orleans Saints   | Sud                | 11                 | 5                  | 0                  | 68,8%              | 4–2                | 8–4                | .535               | .483               | Î1                 |
| Wild Cards                                              |                      |                    |                    |                    |                    |                    |                    |                    |                    |                    |                    |
| 5                                                       | Carolina Panthers    | South              | 11                 | 5                  | 0                  | 68,8%              | 3–3                | 7–5                | .539               | .500               | Î1                 |
| 6                                                       | Atlanta Falcons      | Sud                | 10                 | 6                  | 0                  | 62,5%              | 4–2                | 9–3                | .543               | .475               | V1                 |
| Nu s-au calificat pentru playoff                        |                      |                    |                    |                    |                    |                    |                    |                    |                    |                    |                    |
| 7                                                       | Detroit Lions        | Nord               | 9                  | 7                  | 0                  | 56,3%              | 5–1                | 8–4                | .496               | .368               | V1                 |
| 8                                                       | Seattle Seahawks     | Vest               | 9                  | 7                  | 0                  | 56,3%              | 4–2                | 7–5                | .492               | .444               | Î1                 |
| 9                                                       | Dallas Cowboys       | Est                | 9                  | 7                  | 0                  | 56,3%              | 5–1                | 7–5                | .496               | .438               | V1                 |
| 10                                                      | Arizona Cardinals    | Vest               | 8                  | 8                  | 0                  | 50,0%              | 3–3                | 5–7                | .488               | .406               | V2                 |
| 11                                                      | Green Bay Packers    | Nord               | 7                  | 9                  | 0                  | 43,8%              | 2–4                | 5–7                | .539               | .357               | Î3                 |
| 12                                                      | Washington Redskins  | Est                | 7                  | 9                  | 0                  | 43,8%              | 1–5                | 5–7                | .539               | .429               | Î1                 |
| 13                                                      | San Francisco 49ers  | Vest               | 6                  | 10                 | 0                  | 37,5%              | 1–5                | 3–9                | .512               | .438               | V5                 |
| 14                                                      | Tampa Bay Buccaneers | Sud                | 5                  | 11                 | 0                  | 31,3%              | 1–5                | 3–9                | .555               | .375               | V1                 |
| 15                                                      | Chicago Bears        | Nord               | 5                  | 11                 | 0                  | 31,3%              | 0–6                | 1–11               | .559               | .500               | Î1                 |
| 16                                                      | New York Giants      | Est                | 3                  | 13                 | 0                  | 18,8%              | 1–5                | 1–11               | .531               | .458               | V1                 |
| Tiebreakers                                             |                      |                    |                    |                    |                    |                    |                    |                    |                    |                    |                    |
| 1. 2. 3. 4. 5. 6. 7. 8.                                 |                      |                    |                    |                    |                    |                    |                    |                    |                    |                    |                    |
| Legend                                                  |                      |                    |                    |                    |                    |                    |                    |                    |                    |                    |                    |
| w — a obținut un wild card                              |                      |                    |                    |                    |                    |                    |                    |                    |                    |                    |                    |
| x — a obținut un loc în playoff                         |                      |                    |                    |                    |                    |                    |                    |                    |                    |                    |                    |
| y — a câștigat divizia                                  |                      |                    |                    |                    |                    |                    |                    |                    |                    |                    |                    |
| z — a obținut calificarea în semifinalele pe conferințe |                      |                    |                    |                    |                    |                    |                    |                    |                    |                    |                    |
| * — a obținut avantajul terenului propriu               |                      |                    |                    |                    |                    |                    |                    |                    |                    |                    |                    |

## Rezultate sezonul regulat
Sezonul regulat a luat startul pe 8 septembrie 2017 și s-a încheiat pe 31 decembrie 2017.

## Play-off

### Meciurile de calificare pentru play-off

#### NFC
- New Orleans Saints - Carolina Panthers 31-26
- Los Angeles Rams - Atlanta Falcons 13-26

#### AFC
- Jacksonville Jaguars - Buffalo Bills 10-3
- Kansas City Chiefs - Tennessee Titans 21-22

### Meciurile din play-off
|  | Semifinale pe conferințe | Semifinale pe conferințe |                      |    | Finale pe conferințe | Finale pe conferințe |  |  | Finala NFL | Finala NFL |
|  |                          |                          |                      |    |                      |                      |  |  |            |            |
|  | 14 ianuarie              |                          |                      |    |                      |                      |  |  |            |            |
|  |                          |                          |                      |    |                      |                      |  |  |            |            |
|  | Minnesota Vikings        | 29                       |                      |    |                      |                      |  |  |            |            |
|  | Minnesota Vikings        | 29                       | 21 ianuarie          |    |                      |                      |  |  |            |            |
|  | New Orleans Saints       | 24                       |                      |    |                      |                      |  |  |            |            |
|  | New Orleans Saints       | 24                       | Philadelphia Eagles  | 38 |                      |                      |  |  |            |            |
|  | 13 ianuarie              |                          | Philadelphia Eagles  | 38 |                      |                      |  |  |            |            |
|  |                          | Minnesota Vikings        | 7                    |    |                      |                      |  |  |            |            |
|  | Philadelphia Eagles      | Minnesota Vikings        | 7                    | 15 |                      |                      |  |  |            |            |
|  | Philadelphia Eagles      |                          | 4 februarie          | 15 |                      |                      |  |  |            |            |
|  | Atlanta Falcons          | 10                       |                      |    |                      |                      |  |  |            |            |
|  | Atlanta Falcons          | 10                       | Philadelphia Eagles  | 41 |                      |                      |  |  |            |            |
|  | 14 ianuarie              |                          | Philadelphia Eagles  | 41 |                      |                      |  |  |            |            |
|  |                          | New England Patriots     | 33                   |    |                      |                      |  |  |            |            |
|  | Pittsburgh Steelers      | New England Patriots     | 33                   | 42 |                      |                      |  |  |            |            |
|  | Pittsburgh Steelers      | 21 ianuarie              |                      | 42 |                      |                      |  |  |            |            |
|  | Jacksonville Jaguars     | 45                       |                      |    |                      |                      |  |  |            |            |
|  | Jacksonville Jaguars     | 45                       | New England Patriots | 24 |                      |                      |  |  |            |            |
|  | 13 ianuarie              |                          | New England Patriots | 24 |                      |                      |  |  |            |            |
|  |                          | Jacksonville Jaguars     | 20                   |    |                      |                      |  |  |            |            |
|  | New England Patriots     | Jacksonville Jaguars     | 20                   | 35 |                      |                      |  |  |            |            |
|  | New England Patriots     |                          |                      | 35 |                      |                      |  |  |            |            |
|  | Tennessee Titans         | 14                       |                      |    |                      |                      |  |  |            |            |
|  | Tennessee Titans         | 14                       |                      |    |                      |                      |  |  |            |            |

## Premii

### Premiile individuale ale sezonului
| Premiu                            | Câștigător        | Poziție                               | Echipa               |
| --------------------------------- | ----------------- | ------------------------------------- | -------------------- |
| Cel mai bun jucător               | Tom Brady         | Quarterback                           | New England Patriots |
| Jucătorul ofensiv al anului       | Todd Gurley       | Running back                          | Los Angeles Rams     |
| Jucătorul ofensiv al anului       | Aaron Donald      | Defensive tackle                      | Los Angeles Rams     |
| Antrenorul anului                 | Sean McVay        | Antrenor principal                    | Los Angeles Rams     |
| Antrenorul secund al anului       | Pat Shurmur       | Coordonator ofensiv                   | Minnesota Vikings    |
| Debutantul ofensiv al anului      | Alvin Kamara      | Running back                          | New Orleans Saints   |
| Debutantul defensiv al anului     | Marshon Lattimore | Cornerback                            | New Orleans Saints   |
| Revenirea anului                  | Keenan Allen      | Wide receiver                         | Los Angeles Chargers |
| Debutantul anului NFL             | Alvin Kamara      | Running back                          | New Orleans Saints   |
| Omul anului                       | J. J. Watt        | Defensive end                         | Houston Texans       |
| Directorul NFL al anului          | Howie Roseman     | vicepreședinte executiv de operațiuni | Philadelphia Eagles  |
| Cel mai bun jucător în Super Bowl | Nick Foles        | Quarterback                           | Philadelphia Eagles  |

### Jucătorul etapei și al lunii
Următorii jucători au fost cei mai buni jucători în timpul sezonului 2017:
| Etapa/ Luna | Ofensiv Jucătorul etapei/lunii            | Ofensiv Jucătorul etapei/lunii       | Defensiv Jucătorul etapei/lunii        | Defensiv Jucătorul etapei/lunii     | Echipa specială Jucătorul etapei/lunii    | Echipa specială Jucătorul etapei/lunii |
| Etapa/ Luna | AFC                                       | NFC                                  | AFC                                    | NFC                                 | AFC                                       | NFC                                    |
| ----------- | ----------------------------------------- | ------------------------------------ | -------------------------------------- | ----------------------------------- | ----------------------------------------- | -------------------------------------- |
| 1           | Alex Smith (Kansas City Chiefs)           | Sam Bradford (Minnesota Vikings)     | Calais Campbell (Jacksonville Jaguars) | Trumaine Johnson (Los Angeles Rams) | Giorgio Tavecchio (Oakland Raiders)       | Matt Prater (Detroit Lions)            |
| 2           | Tom Brady (New England Patriots)          | J. J. Nelson (Arizona Cardinals)     | Chris Jones (Kansas City Chiefs)       | Desmond Trufant (Atlanta Falcons)   | Cody Parkey (Miami Dolphins)              | Jamal Agnew (Detroit Lions)            |
| 3           | Tom Brady (New England Patriots)          | Kirk Cousins (Washington Redskins)   | Terrence Brooks (New York Jets)        | DeMarcus Lawrence (Dallas Cowboys)  | Steven Hauschka (Buffalo Bills)           | Jake Elliott (Philadelphia Eagles)     |
| Sept.       | Kareem Hunt (Kansas City Chiefs)          | Todd Gurley (Los Angeles Rams)       | Melvin Ingram (Los Angeles Chargers)   | DeMarcus Lawrence (Dallas Cowboys)  | Ryan Succop (Tennessee Titans)            | Matt Prater (Detroit Lions)            |
| 4           | Deshaun Watson (Houston Texans)           | Todd Gurley (Los Angeles Rams)       | Cameron Heyward (Pittsburgh Steelers)  | Julius Peppers (Carolina Panthers)  | Steven Hauschka (Buffalo Bills)           | Greg Zuerlein (Los Angeles Rams)       |
| 5           | Melvin Gordon (Los Angeles Chargers)      | Aaron Rodgers (Green Bay Packers)    | Telvin Smith (Jacksonville Jaguars)    | Earl Thomas (Seattle Seahawks)      | Adam Vinatieri (Indianapolis Colts)       | Kenjon Barner (Philadelphia Eagles)    |
| 6           | Le'Veon Bell (Pittsburgh Steelers)        | Adrian Peterson (Arizona Cardinals)  | Johnathan Joseph (Houston Texans)      | Cameron Jordan (New Orleans Saints) | Ryan Succop (Tennessee Titans)            | Pharoh Cooper (Los Angeles Rams)       |
| 7           | Amari Cooper (Oakland Raiders)            | Carson Wentz (Philadelphia Eagles)   | Kevin Byard (Tennessee Titans)         | Eddie Jackson (Chicago Bears)       | Travis Benjamin (Los Angeles Chargers)    | Kai Forbath (Minnesota Vikings)        |
| 8           | JuJu Smith-Schuster (Pittsburgh Steelers) | Russell Wilson (Seattle Seahawks)    | Carlos Dunlap (Cincinnati Bengals)     | Jalen Mills (Philadelphia Eagles)   | Harrison Butker (Kansas City Chiefs)      | Tyrone Crawford (Dallas Cowboys)       |
| Oct.        | Deshaun Watson (Houston Texans)           | Carson Wentz (Philadelphia Eagles)   | Micah Hyde (Buffalo Bills)             | Everson Griffen (Minnesota Vikings) | Harrison Butker (Kansas City Chiefs)      | Greg Zuerlein (Los Angeles Rams)       |
| 9           | T. Y. Hilton (Indianapolis Colts)         | Jared Goff (Los Angeles Rams)        | Jordan Jenkins (New York Jets)         | Karlos Dansby (Arizona Cardinals)   | Jaydon Mickens (Jacksonville Jaguars)     | Justin Hardee (New Orleans Saints)     |
| 10          | Tom Brady (New England Patriots)          | Cam Newton (Carolina Panthers)       | A. J. Bouye (Jacksonville Jaguars)     | Adrian Clayborn (Atlanta Falcons)   | Dion Lewis (New England Patriots)         | Greg Zuerlein (Los Angeles Rams)       |
| 11          | Antonio Brown (Pittsburgh Steelers)       | Mark Ingram (New Orleans Saints)     | Matt Judon (Baltimore Ravens)          | Landon Collins (New York Giants)    | Stephen Gostkowski (New England Patriots) | Tyler Lockett (Seattle Seahawks)       |
| 12          | Philip Rivers (Los Angeles Chargers)      | Julio Jones (Atlanta Falcons)        | Cameron Heyward (Pittsburgh Steelers)  | Luke Kuechly (Carolina Panthers)    | Sam Koch (Baltimore Ravens)               | Phil Dawson (Arizona Cardinals)        |
| Nov.        | Tom Brady (New England Patriots)          | Case Keenum (Minnesota Vikings)      | Casey Hayward (Los Angeles Chargers)   | Cameron Jordan (New Orleans Saints) | Justin Tucker (Baltimore Ravens)          | Greg Zuerlein (Los Angeles Rams)       |
| 13          | Josh McCown (New York Jets)               | Russell Wilson (Seattle Seahawks)    | Eric Weddle (Baltimore Ravens)         | Dean Lowry (Green Bay Packers)      | Chris Boswell (Pittsburgh Steelers)       | Robbie Gould (San Francisco 49ers)     |
| 14          | Ben Roethlisberger (Pittsburgh Steelers)  | Jonathan Stewart (Carolina Panthers) | Xavien Howard (Miami Dolphins)         | Deion Jones (Atlanta Falcons)       | Jaydon Mickens (Jacksonville Jaguars)     | Trevor Davis (Green Bay Packers)       |
| 15          | Rob Gronkowski (New England Patriots)     | Todd Gurley (Los Angeles Rams)       | Marcus Peters (Kansas City Chiefs)     | Darius Slay (Detroit Lions)         | Sam Koch (Baltimore Ravens)               | Robbie Gould (San Francisco 49ers)     |
| 16          | Dion Lewis (New England Patriots)         | Todd Gurley (Los Angeles Rams)       | Mike Hilton (Pittsburgh Steelers)      | Harrison Smith (Vikings)            | Harrison Butker (Kansas City Chiefs)      | Damiere Byrd (Carolina Panthers)       |
| 17          | Philip Rivers (Los Angeles Chargers)      | Chris Godwin (Tampa Bay Buccaneers)  | Kevin Byard (Tennessee Titans)         | Ezekiel Ansah (Detroit Lions)       | JuJu Smith-Schuster (Pittsburgh Steelers) | Matt Bryant (Atlanta Falcons)          |
| Dec.        | Le'Veon Bell (Pittsburgh Steelers)        | Todd Gurley (Los Angeles Rams)       | Jordan Poyer (Buffalo Bills)           | Chandler Jones (Arizona Cardinals)  | Harrison Butker Kansas City Chiefs)       | Robbie Gould (San Francisco 49ers)     |

## Stadioane

### Atlanta Falcons
Atlanta Falcons a jucat primul lor sezon pe Mercedes-Benz Stadium, după ce a jucat în ultimi 25 de sezoane pe Georgia Dome.

### Relocalizări

#### Relocalizarea echipei San Diego Chargers în Los Angeles
La 12 ianuarie 2017, San Diego Chargers și-a exercitat opțiunea de a se muta în Los Angeles ca Los Angeles Chargers. Ei se vor alătura celor de la Los Angeles Rams în postura de chiriași pe noul lor stadion, Los Angeles Stadium din Hollywood Park din Inglewood, California, atunci când stadionul va fi terminat în 2020. În prezent, Chargers joacă pe StubHub Center de 30.000 de locuri din Carson, California, cel mai mic stadion (în ceea ce privește numărul de locuri) pe care liga l-a folosit pentru un sezon complet din 1956 încoace.

#### Relocalizarea echipei Oakland Raiders în Las Vegs
Pe data de 19 ianuarie 2017, Oakland Raiders a depus actele pentru a se muta în Las Vegas, Nevada. NFL a aprobat oficial relocalizare echipei Raiders în Las Vegas pe 27 martie. Spre deosebire de Chargers, Raiders vor rămâne pe Oakland-Alameda County Coliseum cel puțin până în sezonul 2018 (urmând a se lua o decizie pentru sezonul 2019), în timp ce stadionul Las Vegas urmează să fie construit, echipa mutându-se în Nevada în 2019 sau 2020.

## Lista de referințe
1. ↑  en „Letter From Dean Spanos”. San Diego Chargers. 12 ianuarie 2016. Arhivat din original la 12 ianuarie 2017. Accesat în 7 octombrie 2017. Parametru necunoscut |langue= ignorat (posibil, |language=?) (ajutor)
2. ↑  en „Chargers to Relocate to Los Angeles”. San Diego Chargers. 12 ianuarie 2017. Arhivat din original la 28 aprilie 2017. Accesat în 7 octombrie 2017. Parametru necunoscut |langue= ignorat (posibil, |language=?) (ajutor)
3. 1 2  en „Chargers announce decision to relocate to Los Angeles”. National Football League. 12 ianuarie 2017. Accesat în 7 octombrie 2017. Parametru necunoscut |langue= ignorat (posibil, |language=?) (ajutor)
4. ↑  en „Buccaneers-Dolphins game rescheduled for Week 11”. National Football League. 6 septembrie 2017. Accesat în 7 octombrie 2017. Parametru necunoscut |langue= ignorat (posibil, |language=?) (ajutor)
5. ↑  en „Raiders to host Patriots in Mexico City next season”. National Football League. 1 februarie 2017. Accesat în 7 octombrie 2017. Parametru necunoscut |langue= ignorat (posibil, |language=?) (ajutor)
6. ↑  en Graham, Bryan Armen (23 septembrie 2017). „Donald Trump blasts NFL anthem protesters: 'Get that son of a bitch off the field'”. The Guardian (în engleză). ISSN 0261-3077. Accesat în 11 decembrie 2017.
7. ↑  en Belson, Ken; Manchester, Sam; Mather, Victor (24 septembrie 2017). „Tom Brady Joins Anthem Demonstration as N.F.L. Protests Trump Comments”. The New York Times (în engleză). Accesat în 24 septembrie 2017.
8. ↑  en „NFL player protests sweep league after President Donald Trump's hostile remarks”. USA Today (în engleză). Accesat în 11 decembrie 2017.
9. ↑  en „Jerry Richardson will put Carolina Panthers up for sale”. panthers.com. Arhivat din original la 18 decembrie 2017. Accesat în 17 decembrie 2017.
10. ↑  en „Jerry Richardson selling Panthers franchise amid misconduct allegations”. SB Nation. Accesat în 17 decembrie 2017.
11. ↑  en Source: Richardson mandates Panthers be sold after death. WBTV, 16 ianuarie 2013
12. ↑  en Wertheim, L. Jon; Bernstein, Viv. „Sources: Jerry Richardson, Panthers Have Made Multiple Confidential Payouts for Workplace Misconduct, Including Sexual Harassment and Use of a Racial Slur”. Sports Illustrated. Sports Illustrated. Accesat în 18 decembrie 2017.
13. ↑  en Portillo, Ely (23 iulie 2014). „Carolina Panthers rule out more public cash for stadium”. Charlotte Observer. Accesat în 25 februarie 2015.
14. ↑  en „AFC & NFC Players of the Week – Week 1”. Nflcommunications.com. Accesat în 17 octombrie 2017.
15. ↑  en „AFC & NFC Players of the Week – Week 2”. NFL Communications. Accesat în 17 octombrie 2017.
16. ↑  en „AFC & NFC Players of the Week – Week 3”. NFL Communications. Accesat în 17 octombrie 2017.
17. ↑  en „AFC and NFC Players of the Month - September”. NFL Communications. Accesat în 17 octombrie 2017.
18. ↑  en „AFC & NFC Players of the Week – Week 4”. NFL Communications. Accesat în 17 octombrie 2017.
19. ↑  en „AFC & NFC Players of the Week – Week 5”. NFL Communications. Accesat în 17 octombrie 2017.
20. ↑  en „AFC & NFC Players of the Week – Week 6”. NFL Communications. Accesat în 11 octombrie 2017.
21. ↑  en „AFC and NFC Players of the Week – Week 7”. NFL Communications. Accesat în 25 octombrie 2017.
22. ↑  en „AFC & NFC Players of the Week – Week 8”. NFL Communications. Accesat în 3 noiembrie 2017.
23. ↑  en „AFC & NFC Players of the Month - October”. NFL Communications. Accesat în 3 noiembrie 2017.
24. ↑  en „AFC & NFC Players of the Week – Week 9”. NFL Communications. Accesat în 10 noiembrie 2017.
25. ↑  en „AFC & NFC Players of the Week – Week 10”. NFL Communications. Accesat în 19 noiembrie 2017.
26. ↑  en „AFC & NFC Players of the Week - Week 11”. nflcommunications.com. Accesat în 22 noiembrie 2017.
27. ↑  en „AFC & NFC Players of the Week - Week 12”. nflcommunications.com. Accesat în 1 decembrie 2017.
28. ↑  en „AFC & NFC Players of the Month - November”. NFL Communications.
29. ↑  en „AFC & NFC Players of the Week - Week 13”. nflcommunications.com. Accesat în 6 decembrie 2017.
30. ↑  en „AFC & NFC Players of the Week - Week 14”. nflcommunications.com. Accesat în 13 decembrie 2017.
31. ↑  en „AFC & NFC Players of the Week - Week 15”. nflcommunications.com (în engleză). Accesat în 20 decembrie 2017.
32. ↑  en „AFC & NFC Players of the Week - Week 16”. nflcommunications.com (în engleză). Accesat în 27 decembrie 2017.
33. ↑  en „AFC & NFC Players of the Week – Week 17”. NFL Communications. Accesat în 4 ianuarie 2018.
34. ↑  en „AFC & NFC Players of the Month - December”. nflcommunications.com.
35. ↑  en „Oakland Raiders file Las Vegas relocation paperwork”. NFL.com. Accesat în 19 ianuarie 2017.